# TimeWarp
株式会社タイムワープ（TimeWarp Inc.）は、かつて存在した日本のテレビ番組の製作会社。

## 概要
1987年、わずか2名の映像制作プロダクションとしてスタート。創業当初から映像メディアにおける最大のエンターテイメント、すなわち映画の魅力を追求する最良のプロダクションであれ、という姿勢を継続していた。
2018年11月14日に東京地方裁判所から破産手続開始決定を受け、2019年3月27日に法人格が消滅した。
業務内容は下記の通り。
- テレビ番組の企画・制作
- 映画の企画・制作
- 映画関連イベント企画・運営
- 各種イベントの取材・撮影
- コマーシャルの企画・制作
- 企業向け映像の企画・制作

### USA
世界規模で映画の動向をダイレクトに掌握し、さらにオリジナルな情報を発信するため、1993年、アメリカ、ロサンゼルスに海外法人タイムワープU.S.Aを設立。1994 - 2001年にかけてシネマ・ファンの絶大な支持を受けた「シネマ通信」を製作。地上波各局、BS、CS放送と現在に至るまで数々の映画情報番組を制作。「映画情報」のリーディング・プロダクションと評価を受けていた。

### 映画
ウォン・カーウァイ作品のカメラマン、クリストファー・ドイルと手を組み、香港返還をモチーフに『タイフーン・シェルター』を製作し、フジテレビにて放送。さらに、クリストファー・ドイル監督、浅野忠信主演の『孔雀 KUJAKU』を製作。

### デジタルタイムワープ
映画の魅力を伝える第一人者として、さらに2002年に「株式会社デジタルタイムワープ」を設立。WEB、モバイルなどのコンテンツを製作していたが、タイムワープ同様、2018年11月14日に東京地方裁判所から破産手続開始決定を受け、2019年4月22日に法人格が消滅した。
業務内容は下記の通り。
- Webサイト企画・制作・運営・取材
- インターネット生放送制作
- モバイルサイト企画・制作・運営・取材

### テレビドラマ製作
タレントを監督に起用。

## 在籍していたスタッフ
- 代表取締役：時盛裕行
- プロデューサー：魚谷昇、塚本修史、松岡剛
- ディレクター：吉川孝、森崎荘三
- AD：田中明子

## 制作していたテレビ番組
- 「ハロー!ムービーズ」（テレビ朝日）
- 「お気に入り」（テレビ朝日）
- 「21世紀シアター」(WOWOW)
- 「こぶ平・伊代の映画行こうぜ!」(WOWOW)
- 「世界の映像作家シリーズ」(WOWOW)
- 「プチCOM 」（テレビ朝日）
- 「シネマ通信」（テレビ東京）
- 「Xファイルズ・ファン」（テレビ朝日）
- 「シネマ中毒」（スカイパーフェクTV!）
- 「シネマDO」（テレビ東京）
- 「AX情報局」（スカイパーフェクTV!）
- 「FILM FACTORY」（テレビ東京）

## 制作していた映画特番
- 「ラスト・エンペラーの世界」（テレビ朝日）
- 「ダイ・ハード・パニック」（テレビ朝日）
- 「デビッド・リンチ PAINTED AT HEART」(WOWOW)
- 「メイキング・オブ・ ポンヌフの恋人」(WOWOW)
- 「対談 ゴダール VS 村上龍」(WOWOW)
- 「アカデミー賞スペシャル」(WOWOW)
- 「蘇るブルース・リー伝説」
- 「マリリン・モンロー特集」
- 「ジュラシック・パーク・スペシャル」
- 「J-MOVIE WARS SPECIAL」
- 「リチャード・マークスが歌うゲッタウェイの魅力」
- 「スーパーSF デモリション・マン」（テレビ朝日）
- 「ケビン・コスナーのワイアット・アープ」（テレビ東京）
- 「120億大作 トゥルー・ライズ上陸」（フジテレビ）
- 「猿の惑星サーガ」(WOWOW)
- 「大変身! ニュー・バットマン公開!」
- 「謎のX-ファイル マル秘大情報!」
- 「全米騒然! シカゴホープ徹底解剖」（テレビ朝日）
- 「マディソン郡の橋 永遠の四日間」
- 「天使の涙をめぐる愛」（テレビ東京）
- 「ミッション・インポッシブルを探れ!」
- 「シュワ史上最強の超大作イレイザー」
- 「ザ・ロックの魅力一挙公開」
- 「失われた愛の伝説 花の影」
- 「シャイン 天才ピアニストの光と影」
- 「とんでもない青春映画 トレインスポッティング」（テレビ東京）
- 「究極のサスペンス 身代金」（テレビ朝日）
- 「コンタクト 心の宇宙を求めて」
- 「ブエノスアイレス トニー・レオンに恋をした」
- 「新感覚ムービー ドーベルマン日本上陸!」
- 「古舘伊知郎のTAXI」（テレビ東京）
- 「ジャッカル Bウィリス VS Rギア頂上決戦!」（日本テレビ）
- 「ベルベット・ゴールドマインをチェック!」
- 「シティ・オブ・エンジェル特番」
- 「ユー・ガット・メール特番」（テレビ東京）
- 「日曜洋画劇場スペシャル」（テレビ朝日）
- 「007魅力の秘密」(NHK-BS)
- 「アルマゲドン ビデオ・リリース・スペシャル」
- 「ワイルド・ワイルド・ウェスト完全ガイド」（テレビ朝日）
- 「徹底紹介 20世紀名作シネマ」
- 「永遠の伝説 風と共に去りぬのすべて」（テレビ東京）
- 「黒澤明スペシャル」(NHK-BS)
- 「海の上のピアニスト」（テレビ東京）
- 「スリーピー・ホロウ」
- 「トム・クルーズの新境地 マグノリア」
- 「衝撃の愛の世界 ポーラX」
- 「スクリーム3 完全絶叫マニュアル」
- 「バージン・スーサイズ」
- 「ロミオ・マスト・ダイ」
- 「古舘伊知郎のサイダー・ハウス・ルール」
- 「オータムイン・ニューヨーク」（テレビ東京）
- 「パーフェクト・ストーム」
- 「キャラバン・イン・ネパール」（テレビ朝日）
- 「世界が涙した ダンサー・イン・ザ・ダーク」（フジテレビ）
- 「102」(WOWOW)
- 「バート・バカラック・スペシャル」（BS朝日）
- 「ようこそシネマキッチンへ!」（テレビ朝日）
- 「トラフィック 巨大現象のウラ側」
- 「ショコラ」
- 「ギルバート・グレイプ」
- 「ショコラ」ミニスペシャル（テレビ東京）
- 「アメリカン・ショート・ショート」(PPV JAPAN)
- 「メトロポリス」（SONY スカイパーフェクTV!）
- 「ニューイヤーズデー」（テレビ東京）
- 「スピルバーグの集大成 A.I.」（テレビ朝日）
- 「ゴールデン洋画劇場 インデペンデンス・デイ前解説」（フジテレビ）
- 「ジュラシックパーク3」（WOWOW & 地上波）
- 「パール・ハーバー レポート」（日本テレビ／ズームイン!!朝!）
- 「スパイ・キッズ スペシャル」（WOWOW、テレビ東京）
- 「ハリー・ポッター スペシャル」（テレビ東京）
- 「ロード・オブ・ザ・リング」（フジテレビ、CS放送、TSUTAYAフリーレンタル）
- 「テレビ東京ミニ特番」
- 「ピアニスト」
- 「ヘドウッグ・アンド・アングリーインチ」
- 「キリング・ミー・ソフトリー」
- 「ヒューマンネイチュア」
- 「活きる」